# Franciszek Guściora

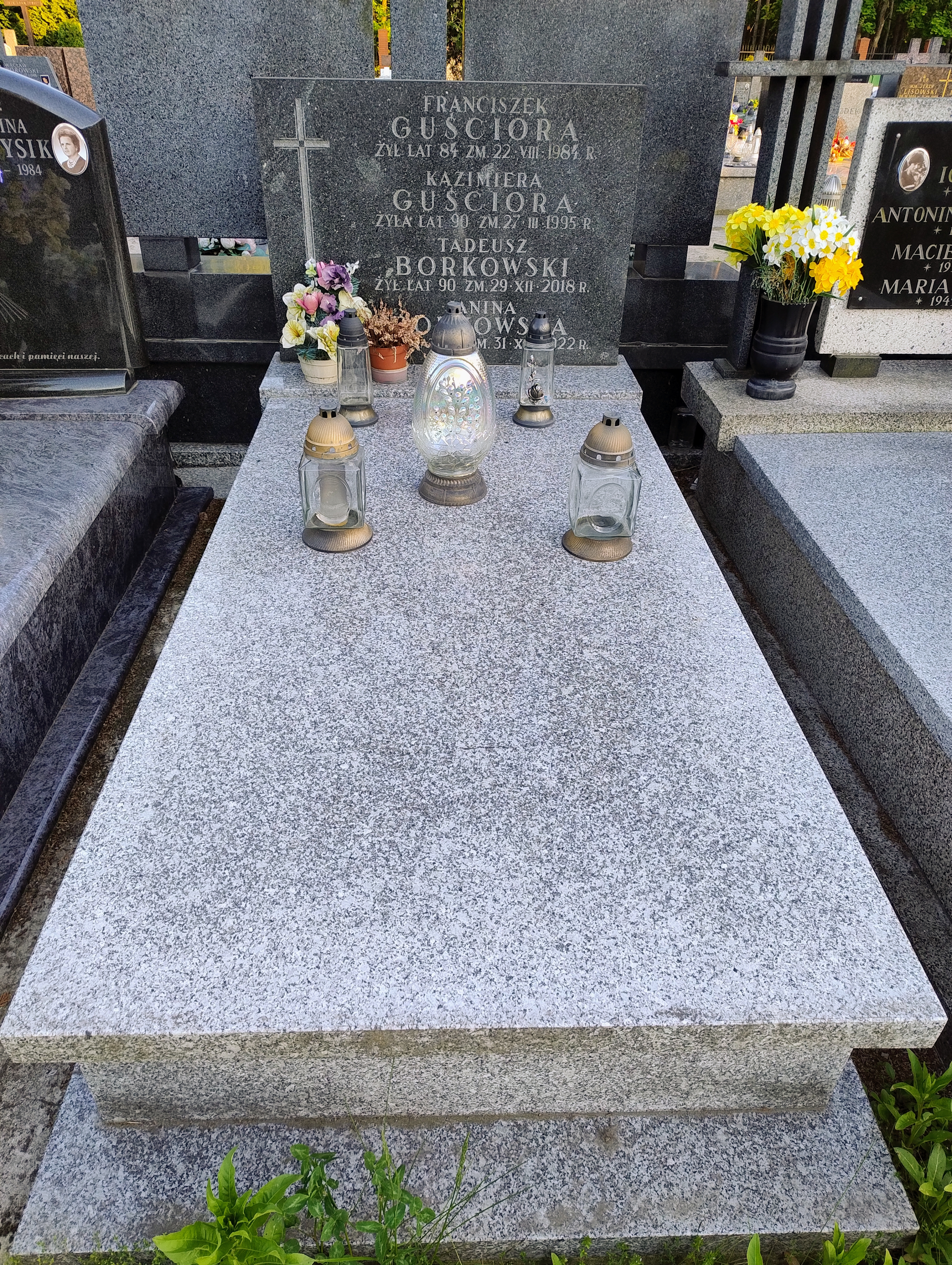
Grób Franciszka Guściory

Franciszek Guściora (ur. 17 sierpnia 1900 w Haverhill, zm. 22 sierpnia 1984 w Warszawie) – polski historyk, nauczyciel, pedagog.

## Życiorys

### Wykształcenie i praca zawodowa
Naukę pobierał w latach 1914–1921 w gimnazjum w Państwowym Gimnazjum w Nisku oraz w Przemyślu. Następnie od 1921 do 1925 studiował historię i nauki społeczne na Uniwersytecie Jana Kazimierza we Lwowie. Początkowo nauczał w gimnazjum w Nisku, przez rok w Gimnazjum Państwowym im. Mikołaja Kopernika w Krakowie, zaś od 1930 Państwowym Gimnazjum i Liceum im. Romualda Traugutta w Brześciu nad Bugiem.

### Okres II wojny światowej
Po powrocie wiosną 1940 w rodzinne strony (Kurzyna Średnia) pracował w szkole podstawowej w Golcach. Zaangażował się także w tajne nauczanie w pobliskiej okolicy (Jarocin, Kurzyna Średnia, Ulanów).

### Lata powojenne
Od 1945 pełnił funkcję dyrektora gimnazjum i liceum w Nisku. Działał w Związku Nauczycielstwa Polskiego. Był także przewodniczącym Miejskiej Rady Narodowej w Nisku oraz zasiadał w tutejszej Powiatowej Radzie Narodowej.
Po wyjeździe do Warszawy od 1949 do 1953 pracował w Zasadniczej Szkole Zawodowej im. Karola Wójcika, następnie do 1969 w Szkole Zawodowej Centralnego Związku Spółdzielczości Pracy, gdzie był również wicedyrektorem.
Pochowany na cmentarzu w Marysinie Wawerskim.

## Ordery i odznaczenia
- Krzyż Kawalerski Orderu Odrodzenia Polski (1971)
- Złoty Krzyż Zasługi (1966)
- Srebrny Krzyż Zasługi (10 listopada 1933)[4]
- Srebrny Wawrzyn Akademicki (7 listopada 1936)[5]
- Medal 10-lecia Polski Ludowej (1955)
- Medal Komisji Edukacji Narodowej (1980)
- Brązowy Medal „Za długoletnią służbę” (1938)
- Złota Odznaka Honorowa „Za Zasługi dla Warszawy” (1970)
- Złota Odznaka ZNP (1970)
- Odznaka „Zasłużony Działacz Ruchu Spółdzielczego” (1969)

## Publikacje naukowe
- Trzy Kurzyny, wsie powiatu niskiego, Warszawa-Puławy 1929.
- Powstanie styczniowe na Polesiu, [w:] Dziennik Urzędowy Kuratorium Okręgu Szkolnego Brzeskiego, 1937, Brześć n/Bugiem 1937.